# Bolesław Zahorski
Bolesław Fostowicz-Zahorski ps. Filip, Zygmunt Lubicz, Ból (ur. 27 listopada 1886 w Teklomirze, zm. 3 marca 1922 w Warszawie) – porucznik piechoty Wojska Polskiego, działacz niepodległościowy, członek Organizacji Bojowej PPS, publicysta, poeta, bibliotekarz. 

## Życiorys
Urodził się 27 listopada 1886 na Kresach Wschodnich, w majątku rodzinnym Teklomir na terenie późniejszego powiatu Wilejka, w rodzinie ziemiańskiej, był synem Michała i Heleny ze Stankiewiczów. Był bratem Eugeniusza, szachisty.
Od młodości był związany z ruchem socjalistycznym. Był działaczem PPS, należał do Organizacji Bojowej PPS. Brał udział w działaniach Rewolucji 1905. W 1906 roku został skazany przez władze carskie na 4 lata katorgi na Syberii. Zbiegł z zesłania z Zierientuja, po czym powrócił na ziemie polskie i nadal działał w ruchu socjalistycznym, najpierw w Łodzi, następnie w Zagłębiu Dąbrowskim. 
W czasie I wojny światowej był żołnierzem 1 pułku ułanów Legionów Polskich. Działał w Polskiej Organizacji Wojskowa. Od 1918 roku walczył w wojnie polsko-bolszewickiej w szeregach Wojska Polskiego. Uczestniczył w wyprawie wileńskiej. W latach 1919–1920 pracował jako kierownik Oddziału Informatyczno-Politycznego przy dowództwie 1 Dywizji Litewsko-Białoruskiej. W tym czasie był zastępcą naczelnika oddziału werbunkowego Wojska Polskiego w Mińsku w stopniu podporucznika. Później awansowany na porucznika. Działał w zarządzie Towarzystwa im. Józefa Piłsudskiego w Mińsku. Brał udział w misji wojskowej na Łotwie. 
W 1921 objął stanowisko kierownika działu wydawnictw periodycznych Biblioteki Publicznej w Warszawie. Jednocześnie zamieszkał w suterenie biblioteki wraz z poślubioną w tym czasie żoną. Podczas pracy 3 marca 1922 roku usiłował sprawdzić przyczynę zalewania wodą sufitu gmachu biblioteki, w tym celu wszedł na szklany dach, który pod ciężarem załamał się, wskutek czego Zahorski upadł z wysokości dwóch pięter do wnętrza gmachu, trafiając na stół i w wyniku odniesionych obrażeń zmarł na miejscu. Został pochowany 8 marca 1922 roku na Cmentarzu Wojskowym na Powązkach w Warszawie (kwatera A14-6-1).

## Ordery i odznaczenia
- Krzyż Niepodległości z Mieczami – pośmiertnie 19 grudnia 1930 „za pracę w dziele odzyskania niepodległości”[7][1]
- Krzyż Walecznych czterokrotnie (po raz 2, 3 i 4 za służbę w POW)[8][9][10]

## Twórczość
Pieśni
Przyjmuje się, że jest autorem:
- słów do piosenki żołnierskiej „Szara piechota” (prawdopodobnie w 1917 roku, opublikowanej w 1929 roku)
- pieśni „Łodzianka” (opublikowanej w 1920 roku)

Książki i inne publikacje
- Jutro: jednodniówka robotnicza
- Pobojowisko: nowele, sylwetki, szkice, 1916[11]
- Wiersze piłsudczyka, 1920[12]